# Stazione di Napoli Piazza Leopardi
Stazione di Napoli Piazza Leopardi vasútállomás Olaszországban, Nápoly településen.

## Vasútvonalak
Az állomást az alábbi vasútvonalak érintik:
- Villa Literno-Nápoly-vasútvonal

## Kapcsolódó állomások
A vasútállomáshoz az alábbi állomások vannak a legközelebb:
- Stazione di Napoli Campi Flegrei
- Stazione di Napoli Mergellina
- Stazione di Napoli Mergellina (Stazione di Caserta)